# Abderrahmane Mansouri
Pour les articles homonymes, voir Mansouri.
Abderrahmane Mansouri, né le 13 janvier 1995, est un coureur cycliste algérien.

## Biographie
Début 2015, il est sélectionné en équipe nationale d'Algérie pour participer à la Tropicale Amissa Bongo.

## Palmarès sur route

### Par années
- 2012[1]
  -  Champion d'Algérie sur route juniors
  -  Champion d'Algérie du contre-la-montre juniors
  - 1re épreuve du Challenge Spécial Ramadan
  -  Médaillé d'argent au championnat arabe sur route juniors
  -  Médaillé de bronze au championnat d'Afrique du contre-la-montre juniors
- 2013
  -  Champion d'Algérie sur route juniors
  -  Champion d'Algérie du contre-la-montre juniors
  -  Médaillé d'argent au championnat d'Afrique sur route juniors
  -  Médaillé de bronze au championnat arabe du contre-la-montre juniors
  -  Médaillé de bronze au championnat d'Afrique du contre-la-montre par équipes juniors
- 2014
  -  Champion arabe sur route
  - Challenge Spécial Ramadan :
    - Classement général
    - 1re et 6e épreuves
- 2015
  -  Champion d'Algérie sur route
  -  Champion d'Algérie sur route espoirs
  - 2e étape du Tour international de Constantine
  -  Médaillé d'argent du contre-la-montre par équipes aux Jeux africains
  - 2e du Tour international de Sétif
  - 2e du Circuit international de Constantine[n 5]
  - 3e du Tour international de Constantine
- 2016
  -  Champion d'Algérie sur route
  - 1re étape du Tour du Sénégal
  - Classement général du Tour de Tunisie
  - Grand Prix de Bonnétable
  -  Médaillé d'argent du championnat d'Afrique du contre-la-montre par équipes
  - 2e du Tour de la Communauté de Communes de Lucé
  - 3e du Tour international d'Annaba
  - 3e du Circuit international de Constantine
  - 3e du Tour du Sénégal
  - 3e du championnat d'Algérie du contre-la-montre
- 2017
  -  Champion arabe du contre-la-montre par équipes (avec Islam Mansouri, Azzedine Lagab et Abdellah Ben Youcef)[2]
  - 2e étape du Tour des Zibans
  - 1re étape du Tour de Mostaganem
  - 1re étape du Grand Prix de l'Écho d'Oran
  -  Médaillé d'argent du championnat d'Afrique du contre-la-montre par équipes
  - 2e du championnat d'Algérie du contre-la-montre espoirs
  - 2e du championnat d'Algérie sur route espoirs
  - 2e de la Nocturne de Poitiers
- 2018
  - Prologue du Tour de Mostaganem
  - 2e du Tour d'Algérie
  -  Médaillé de bronze du championnat d'Afrique du contre-la-montre par équipes
- 2019
  - Coupe d'Algérie :
    - Classement général
    - 1re étape
- 2020
  - 3e du championnat d'Algérie du contre-la-montre
  - 3e du championnat d'Algérie sur route
- 2021
  - 3e du championnat d'Algérie sur route
- 2022
  - 2e étape du Tour de Sidi Bel Abbès
  - 5e étape du Grand Prix Chantal Biya
  - 3e du Grand Prix d'Ongola

### Classements mondiaux
| Année           | 2014 | 2015 | 2016 | 2017 | 2018 | 2019 |
| --------------- | ---- | ---- | ---- | ---- | ---- | ---- |
| UCI Africa Tour | 76e  | 8e   | 4e   | 71e  | 26e  | 30e  |
| UCI Asia Tour   | 366e |      |      |      |      |      |

## Palmarès sur piste

### Championnats arabes
- 2012
  -  Médaillé d'argent de la course aux points juniors
  -  Médaillé de bronze de l'omnium juniors
- 2013
  -  Champion arabe du kilomètre juniors
  -  Champion arabe de la course aux points juniors
  -  Médaillé d'argent du scratch juniors
  -  Médaillé de bronze de la vitesse juniors
  -  Médaillé de bronze du keirin juniors
- 2017
  -  Médaillé d'argent de la poursuite

## Palmarès en VTT
- 2021
  -  Champion d'Algérie de cross-country[10]
- 2022
  -  Champion d'Algérie de cross-country[11]
- 2024
  -  Champion d'Algérie de cross-country[12]